# Saqr ben Mohamed Al Qassimi
Saqr ben Mohamed Al Qassimi (en arabe صقر بن محمد القاسمي ), né en 1918 ou 1920 et mort le 27 octobre 2010, est un émir de Ras el Khaïmah. Il a été à la tête du pays de 1948 à sa mort, bien qu'écarté du pouvoir par la maladie dans les dernières années. Son fils cadet, Saoud ben Saqr Al Qassimi, lui a succédé. C’est sous son règne que Ras el Khaïmah a rejoint la fédération des Émirats arabes unis.

## Histoire
Issu de la famille des Qawassim qui règne sur l'émirat depuis le XVIIIe siècle, le cheikh Saqr avait pris le pouvoir en 1948 en évinçant son oncle, Sultan bin Salim Al Qassimi. Après la fin de la tutelle britannique, il ne se décida à rejoindre la nouvelle fédération des Émirats arabes unis qu'en février 1972 non sans avoir auparavant exprimé des réticences face à la position dominante des émirats d'Abou Dabi et de Dubaï au sein du nouvel État.
En 1974, le cheikh Saqr avait désigné son fils aîné, Khalid, comme prince héritier. Ce dernier avait commencé à exercer des responsabilités, remplaçant même de facto son père, à l'état de santé précaire, dans ses fonctions de chef de l'État. Mais en 2003, Khalid fut dépossédé de son titre et de ses pouvoirs au profit de son cadet, Saoud, qui a succédé à leur père en octobre 2010.

## Sources
- (en) Cet article est partiellement ou en totalité issu de l’article de Wikipédia en anglais intitulé « Saqr bin Mohammad al-Qassimi » (voir la liste des auteurs).
- Notice nécrologique dans Le Monde du 3 novembre 2010, p. 19.